# Schaakdatabase
Een schaakdatabase is een databank waarin gegevens over gespeelde schaakpartijen worden opgeslagen. Door verschillende organisaties en personen in de schaakwereld worden dergelijke databases opgebouwd en onderhouden. Deze worden als commercieel product op cd-rom uitgebracht, of via internet verspreid.
Uit de partijdatabases kunnen bepaalde statistische gegevens worden afgeleid:
- hoe vaak de verschillende zetten in een bepaalde stelling worden gespeeld
- wat het resultaat is van elke zet (hoe vaak wint wit, is het remise en wint zwart)
- hoe de bovengenoemde gegevens samenhangen met de sterkte (FIDE-rating) van de spelers
- welke varianten een bepaalde speler pleegt te spelen

Deze gegevens kunnen over de gehele verzameling worden bepaald, maar ook kan worden bepaald hoe zij zich in de loop der tijd hebben ontwikkeld.
De databases kunnen zowel kwantitatief als kwalitatief grote onderlinge verschillen vertonen. Dit houdt verband met het collectiebeleid:
- Worden alleen partijen vanaf een bepaald niveau meegenomen, of ook potjes van amateurs uit de onderbond?
- Worden alleen gewone schaakpartijen met reguliere denktijd achter het bord meegenomen, of ook snelschaak, rapidschaak, correspondentieschaak en online schaken via internet?
- Worden alleen partijen van mensen meegenomen, of ook van computers?
- Worden alleen partijen uit bepaalde regio's meegenomen, of uit alle werelddelen?
- Worden historische partijverzamelingen meegenomen, of alleen hedendaagse?
- In hoeverre wordt de database opgeschoond (doublures, notatiefouten en dergelijke)?
- Hoeveel moeite wordt ondernomen om partijen uit alle delen van de wereld op te vragen en toe te voegen?
- Hoeveel moeite wordt ondernomen om partijen aan de juiste spelers toe te schrijven, gelet op de verschillende schrijfwijzen van de namen?
- Hoeveel moeite wordt ondernomen om onvolledige gegevens in historische collecties na te speuren en aan te vullen (bijvoorbeeld: het jaartal, de uitslag, de namen en ratings van beide spelers)?

Het onderling uitwisselen en aanvullen van de databases wordt gehinderd door commerciële belangen, andere uitgangspunten met betrekking tot het collectiebeleid en het databankenrecht.
De vulling van de databases wordt in de praktijk beperkt door de beschikbaarheid van gespeelde partijen, en de mate waarin partijnotaties gedigitaliseerd zijn. Bij de gesloten internationale toernooien op topniveau is het tegenwoordig vanzelfsprekend dat de gespeelde partijen in digitale vorm via internet verspreid worden. Maar bij open toernooien met een regionaal karakter en bij amateurtoernooien worden de partijnotaties veelal niet systematisch verzameld, gedigitaliseerd en verspreid.
Men dient er bij het interpreteren van de statistieken rekening mee te houden dat de cijfers in feite meer zeggen over de specifieke database waaraan ze ontleend zijn, dan over de mogelijke zetten. 